# 쉐샤오루
쉐샤오루(중국어: 薛晓璐, 한자음: 설효로)는 중국의 영화 감독, 각본가이다. 일찍이 천카이거 감독의 영화 《투게더》(2002)의 작가로 활동하면서 이름을 알렸으며, 이연걸 주연의 《해양천국》(2010), 탕웨이와 우슈보 주연의 《시절인연》(2013)과 《북 오브 러브》(2016)를 연출하였다.

## 연출 작품 목록
- 해양천국(2010)
- 시절인연(2013)
- 북 오브 러브(2016)